# Val d’Oronaye
Val d’Oronaye – gmina we Francji, w regionie Prowansja-Alpy-Lazurowe Wybrzeże, w departamencie Alpy Górnej Prowansji. Została utworzona 1 stycznia 2016 roku z połączenia dwóch wcześniejszych gmin: Larche oraz Meyronnes. Siedzibą gminy została miejscowość Meyronnes. W 2013 roku populacja wyżej wymienionych gmin wynosiła 114 mieszkańców.